# Snårlidtjärnarna
Snårlidtjärnarna är varandra näraliggande sjöar i Älvsbyns kommun i Norrbotten som ingår i Piteälvens huvudavrinningsområde.
- Stora Snårlidtjärnen, sjö i Älvsbyns kommun, 65°50′31″N 20°37′53″Ö / 65.842°N 20.6314°Ö (6,91 ha)
- Lilla Snårlidtjärnen, sjö i Älvsbyns kommun, 65°50′34″N 20°37′24″Ö / 65.8428°N 20.6232°Ö